# Andrzej Depko
Andrzej Robert Depko (ur. 24 października 1962) – polski lekarz, doktor nauk medycznych, specjalista seksuolog, specjalista neurolog, prezes Polskiego Towarzystwa Medycyny Seksualnej, członek Zarządu Głównego Polskiego Towarzystwa Seksuologicznego, certyfikowany seksuolog sądowy.
Superwizor psychoterapii zaburzeń seksualnych Polskiego Towarzystwa Seksuologicznego. Członek Europejskiego Towarzystwa Medycyny Seksualnej oraz Światowego Towarzystwa Medycyny Seksualnej. Do końca 2007 roku pracował jako biegły Sądu Okręgowego w Warszawie z zakresu seksuologii.

## Praca naukowa i dydaktyczna
W roku 1987 ukończył Wojskową Akademię Medyczną w Łodzi. W 1992 ukończył specjalizację z neurologii, a w 1995 z seksuologii. Pracę doktorską pt. Ocena rozwoju psychoseksualnego sprawców przestępstw motywowanych seksualnie obronił w 2010 roku na Wydziale Wojskowo-Lekarskim Uniwersytetu Medycznego w Łodzi.
Kierownik studiów podyplomowych Seksuologia kliniczna prowadzonych w Centrum Kształcenia Podyplomowego Warszawskiego Uniwersytetu Medycznego.

## Działalność edukacyjna

### Fundacja Promocji Zdrowia Seksualnego
Prezes Fundacji Promocji Zdrowia Seksualnego im. dr. Stanisława Kurkiewicza.
Redaktor naczelny kwartalnika „Seksuologia po dyplomie” wydawanego przez Fundację Promocji Zdrowia Seksualnego.
Pełni również funkcję szefa programu szkoleniowego Akademii Zdrowia Seksualnego – projektu propagującego wiedzę seksuologiczną realizowanego przez Fundację Promocji Zdrowia Seksualnego.

### Media
Autor książki „Pytania do seksuologa” (2005), zbudowanej w formie odpowiedzi lekarza na pytania pacjentów. Jako ekspert uczestniczy w audycjach radiowych, telewizyjnych, bierze udział w dyskusjach na stronach internetowych i w czasopismach.
W latach 2007–2012, razem z Ewą Wanat, prowadził audycję „Kochaj się długo i zdrowo” w radiu Tok FM.
Od 5 listopada 2012 do 29 kwietnia 2013 razem z Ewą Wanat prowadził poniedziałkową audycję Kochaj się w Radiowej Jedynce.
Od 3 września 2013 do 17 czerwca 2015 razem z Ewą Wanat prowadził wtorkowy program Depko i Wanat o seksie w Polskim Radiu RDC.
Od 1 czerwca 2016 do 19 października 2016 razem z Delfiną Dellert prowadził program Seks na żywo w Medium Publicznym.

## Publikacje
- Pytania do seksuologa, wyd. Wiedza i Życie, 2005, ISBN 83-7184-401-8
- Kochaj się długo i zdrowo, wyd. Santorski & Co 2008, ISBN 978-83-7554-078-9
- Love story nastolatka. 100 pytań o seks, wyd. Wydawnictwa Szkolne i Pedagogiczne, 2009, ISBN 978-83-02-10477-0
- Metodyka pracy biegłego psychiatry, psychologa oraz seksuologa w sprawach karnych, wyd. Lexis Nexis, 2011, ISBN 978-83-7620-879-4
- Chuć, wyd. Wielka Litera, 2012, ISBN 978-83-63387-48-8